# Minardi M194
O M194 foi o modelo da Minardi da temporada de 1994 a partir da sétima etapa da Fórmula 1. Condutores: Pierluigi Martini e Michele Alboreto.
O chassi M194 foi o primeiro Fórmula 1 a usar "Efeito SZ".

## Resultados[1]
(legenda) 
| Ano  | Chassi | Motor          | Pneus | N° | Pilotos           | 1   | 2   | 3   | 4   | 5   | 6   | 7   | 8   | 9   | 10  | 11  | 12  | 13  | 14  | 15  | 16  | Pontos | Posição |  |
| ---- | ------ | -------------- | ----- | -- | ----------------- | --- | --- | --- | --- | --- | --- | --- | --- | --- | --- | --- | --- | --- | --- | --- | --- | ------ | ------- |  |
|      |        |                |       |    |                   |     |     |     |     |     |     |     |     |     |     |     |     |     |     |     |     |        |         |  |
|      |        |                |       |    |                   | BRA | PAC | SMR | MON | ESP | CAN | FRA | GBR | GER | HUN | BEL | ITA | POR | EUR | JAP | AUS |        |         |  |
| 1994 | M194   | Ford HBC7/8 V8 | G     | 23 | Pierluigi Martini |     |     |     |     |     | 9   | 5   | 10  | Ret | Ret | 8   | Ret | 12  | 15  | Ret | 9   | 2 (5)1 | 10º     |  |
| 1994 | M194   | Ford HBC7/8 V8 | G     | 24 | Michele Alboreto  |     |     |     |     |     | 11  | Ret | Ret | Ret | 7   | 9   | Ret | 13  | 14  | Ret | Ret | 2 (5)1 | 10º     |  |

↑1  Do GP do Brasil até a Espanha, Martini e Alboreto conduziram o M193B marcando 3 pontos (5 no total).